# الديباج على صحيح مسلم بن الحجاج
الديباج على صحيح مسلم بن الحجاج هو أحد الكتب التي اهتمت وعنيت بصحيح الإمام مسلم، ألفه الحافظ جلال الدين السيوطي (849-911).

## سبب تأليف الكتاب
ذكر السيوطي الأسباب التي دعته للإقدام على تأليف كتاب الديباج في مقدمة كتابه، وكان أهمها أنه أنهى كتابه «التوشيح شرح الجامع الصحيح» الذي كتبه عن صحيح البخاري، فرغب بأن يؤلف كتابًا مماثلًا عن صحيح مسلم. على نفس الطريقة. فذكر في مقدمته:
| الديباج على صحيح مسلم بن الحجاج | فلما من الله تعالى وله الفضل بإكمال ما قصدته من التعليق على صحيح الإمام البخاري رضي الله عنه المسمى بالتوشيح، وجهت الوجهة إلى تعليقٍ مثله على صحيح الإمام أبي الحسين مسلم بن الحجاج رضي الله عنه، مسمىً بـ الديباج لطيف مختصر، ناسجٌ على منوال ذلك التعليق | الديباج على صحيح مسلم بن الحجاج |

وقد اتبع فيه السيوطي ما اتبعه في تأليف كتاب التوشيح، حيث جاء في مقدمة كتاب التوشيح:
| الديباج على صحيح مسلم بن الحجاج | وهو بما حواه من الفوائد والزوائد يشتمل على ما يحتاج إليه القارئ والمستمع من: ضبط ألفاظه وتفسير غريبه وبيان اختلاف رواياته وزيادة في خير لم ترد طرريقه، وترجمة ورد بلفظها حديث مرفوع ووصل تعليق لم يقع في الصحيح وصله، وتسمية مبهم وإعراب مشكل وجمع بين مختلف بحيث لم يفتته من الشرح إلا الاستنباط. | الديباج على صحيح مسلم بن الحجاج |

وذكر نفس الجملة تقريبًا في كتاب الديباج:
| الديباج على صحيح مسلم بن الحجاج | وإن كان لهو على هذا الصحيح مبتكر يشتمل على ما يحتاج إليه القارئ والمستمع من: ضبط ألفاظه وتفسير غريبه وبيان اختلاف رواياته على قلتها وزيادة في خير لم ترد لي طريقه وتسمية مبهم وإعراب مشكل وجمع بين مختلف وإيضاح مبهم بحيث لا يفوته من الشرح إلا الاستنباط. | الديباج على صحيح مسلم بن الحجاج |

## نهج المؤلف
قام السيوطي في كتابه بالتعليق المختصر على صحيح مسلم، موضحا منهجه في مقدمته، واتبع في كتابه منهجًا واضحًا دقيقًا عنى فيه بالألفاظ وتوضيحها، والسمات العامة لطريقته في التأليف كالتالي:
1- ضبط الألفاظ: فكان يضبط تشكيل اللفظ لألا يختلط على القارئ بغيره. ومن الأمثلة على ذلك: في باب الإيمان بالقدر الحديث رقم 1، فجاء فيه: حدثني أبو خيثمة زهير بن حرب، حدثنا وكيع عن كَهمَس عن عبد الله...: فانطلقت أنا وحميد بن عبد الرحمن الحميري حاجين أو معتمرين.. فوفق لنا عبد الله بن عُمَر...
فقام السيوطي بضبط اسم الراوي كهمس، وكذلك في متن الحديث «فوفق لنا» فكتب: (كَهمسٍ: بفتح الكاف والميم، وسكون الهاء، آخره مهملة). ومثل: (فَوُفقَ لنا: بضم الواو وكسر الفاء المشددة) وذلك في
2- شرح الغريب من اللفظ: ومن ذلك قوله في الحديث الأول في باب الإيمان بالقدر: (فاكتنفته أنا وصاحبي: أي: صرنا في ناحيتيه من كنف الطائر، وهما جناحاه). ومثل ذلك في الحديث الثامن حيث جاء فيه: "ونسمع دوي صوته ولا نفقه ما يقول. فأعقب عليه: (دَوي صوتِهِ: هو بعده في الهواء).
3- بيان الاختلافات في ضبط الألفاظ:
مثل قوله تعقيبًا على الحديث الثامن: (نَسمعُ: بالنون المفتوحة، وروي بالتحتية المضمومة، ورد في الحديث «نسمع» فبين السيوطي أن في ضبط هذا اللفظ وجه آخر وهو «يُسمَعُ».
4- توضيح ما قد يكون مبهمًا في سند الحديث:
حيث كان يوضح المذكورين في سند الحديث أو في متنه من أشخاص ورواة وآباء وأمهات وأبناء وبنات وأزواج وزوجات وقائلين وقائلات وغير ذلك مما لم يتعين اسمهم. ومن ذلك ما جاء في الحديث العاشر من الكتاب: «فجاء رجل من أهل البادية. فقال: يا محمد! أتانا رسولك...» فأوضح السيوطي من هو الرجل فعقب على الحديث: و«فجاء رجل: هو ضمام بن ثعلبة».
وفي الحديث رقم 22 جاء فيه: "سمعت عكرمة بن خالد يحدث طاوسًا أن رجلًأ قال لعبد الله بن عمر: ألا تغزو؟..." فعقب عليه السيوطي بـ: "أنَّ رجلًا: اسمه حكيم، ذكره البيهقي.
5- قيامه بالترجيح:
ومثل ذلك في الحديث رقم 704 عن إحدى حالات جمع الصلاتين في السفر، فاختلف في هل ترك العمل به أم لا، فرد بأن النووي قال: بأن جماعة قالوا به بشرط ألا يتخذ ذلك عادةً... والجمع بعذر المرض فعقب عليه السيوطي: (واختاره بعد النووي السبكي والأسنوي والبلقيني وهو الذي اختاره واعتمده).
6- كان يقوم بتوضيح الزيادة الواردة في الراوية: ومن ذلك قوله في الحديث الأول في باب الإيمان بالقدر: "فظننت أن صاحبي سيكل الكلام إلي: زاد في رواية: (لأني كنت أبسط لسانًا).
7- إعراب مشكل اللفظ:
مثل (إنا هذا الحي: قال ابن الصلاح: الذي نختاره نصب، الحي على التخصيص، والخبر من ربيعة).
8- الجمع بين المختلفات:
ومن ذلك في حديث الاضجاع رقم 736: (فإذا فرغ منها اضطجع على شقه الأيمن: وفي الراوية الأخرى عن عائشة أنه ﷺ كان يضطجع بعد ركعتي الفجر. قال النووي: لا تنافي بين رواية الاضطجاع قبل ركعتي الفجر وبين رواية الاضطجاع بعدها لإمكان فعل الأمرين).
9- كان السيوطي يضيف في كتابه أقوال ومذاهب العلماء:
ومن الأمثلة على ذلك: في الروايات الباقية عن ابن عباس قال: (صلى رسول الله ﷺ الظهر والعصر جميعًا، والمغرب والعشاء جميعًا، في غير خوفٍ ولا سفر).
قال الترمذي: أجمعت الأمة على ترك العمل بهذا الحديث.
ورد النووي ذلك: بأن جماعة قالوا به بشرط ألا يتخذ ذلك عادةً، وعليه ابن سيرين وأشهب وابن المنذر وجماعة من أصحاب الحديث. واختاره أبو إسحاق المرزوي والقفال الشاشي الكبير من أصحابنا.
ومنهم من تأوله على أنه جمع بعذر المرض..... قال النووي: وهو المختار القوي...
فقد كان السيوطي يجمع كل تلك الأقوال.